# Leucanitis sibirica
Leucanitis sibirica är en fjärilsart som beskrevs av Koshantschikov 1925. Leucanitis sibirica ingår i släktet Leucanitis och familjen nattflyn. Inga underarter finns listade i Catalogue of Life.